# Містківська волость
Містківська волость — історична адміністративно-територіальна одиниця Старобільського повіту Харківської губернії із центром у слободі Містки.
Станом на 1885 рік складалася з 16 поселень, 13 сільських громад. Населення — 8825 осіб (4430 чоловічої статі та 4395 — жіночої), 1279 дворових господарств.
|                     | Площа, десятин | У тому числі орної, дес. |
| ------------------- | -------------- | ------------------------ |
| Сільських громад    | 17328          | 12784                    |
| Приватної власності | 12410          | 10588                    |
| Казенної власності  | 2277           | 2277                     |
| Іншої власності     | 139            | 139                      |
| Загалом             | 32154          | 25788                    |

Основні поселення волості станом на 1885:
- Містки — колишня державна слобода при річці Борова за 28 верст від повітового міста, 4208 осіб, 698 дворових господарств, православна церква, школа, поштова станція, 3 лавки, 3 ярмарки на рік.
- Гайдуківка — колишнє державне село при річці Борова, 588 осіб, 107 дворових господарств, поштова станція.
- Кругле — колишнє державне село при річці Борова, 523 особи, 88 дворових господарств.
- Рудівка — колишнє державне село при річці Борова, 1306 осіб, 125 дворових господарств.

Найбільші поселення волості станом на 1914 рік:
- село Містківське — 6375 мешканців;
- село Рудівське — 2012 мешканців;
- хутір Булгаківка — 1067 мешканців.

Старшиною волості був Стефан Тимофійович Шамрай, волосним писарем — Антон Пилипович Матвієвський, головою волосного суду — Іван Спиридович Чипіга.